# Janusz Akermann
Janusz Maciej Akermann (ur. 1957 w Tczewie) – polski malarz, grafik, profesor ASP w Gdańsku.

## Życiorys
Studiował w latach 1981–1985 na Wydziale Malarstwa w Państwowej Wyższej Szkole Sztuk Plastycznych w Gdańsku (obecnie: ASP). Dyplom uzyskał w 1985 r. w pracowni prof. Kazimierza Śramkiewicza. Aneks do dyplomu realizował z grafiki (linoryt barwny) w pracowni prof. Czesława Tumielewicza. Od września 1985 jest pedagogiem w macierzystej uczelni. W 2006 otrzymał tytuł profesora sztuk plastycznych w dyscyplinie artystycznej - sztuki piękne. W latach 1994–2007 kierował Pracownią Rysunku i Malarstwa dla studentów Wydziału Architektury Wnętrz i Wzornictwa. Od 2005 kierował Katedrą Rysunku, Malarstwa i Rzeźby na Wydziale Architektury Wnętrz i Wzornictwa. Od 2007 kierował Pracownią Linorytu w Katedrze Grafiki Warsztatowej, a od 2009 pracownią Linorytu i Serigrafii na Wydziale Grafiki. Prowadzi zajęcia z rysunku dla studentów Licencjackich Studiów Wieczorowych, kierunek Grafika oraz Architektura Wnętrz. W latach 1999–2002 prowadził zajęcia z malarstwa i rysunku w Europejskiej Akademii Sztuk w Warszawie. W latach 2008–2016 był dziekanem Wydziału Grafiki ASP w Gdańsku.
Zasiada w Radzie Akademii Sztuk Pięknych w Gdańsku.

## Wystawy indywidualne
- 1985 Wystawa Malarstwa i Grafiki w Gdańskim Kantorze Sztuki w Turku
- 1986 Wystawa Malarstwa i Grafiki w Gdańsku
- 1987 Wystawa Grafiki Barwnej w Galerii 85 w Gdańsku
- 1987 VI Ogólnopolska Wystawa Młodej Grafiki w Poznaniu
- 1988 Ogólnopolska Wystawa Młodej Plastyki w Arsenale w Warszawie
- 1988 Wystawa Malarstwa i Grafiki w Galerii Dijkstra w Amsterdamie
- 1989 Wystawa Malarstwa w Galerii Brama w Warszawie
- 1989 Wystawa Malarstwa Europy Wschodnij w Nowym Jorku
- 1990 Wystawa Malarstwa w Galerii Espace -Temps w Paryżu
- 1991 Wystawa Malarstwa i Grafiki w Zielonej Górze
- 1992 Wystawa w Art Tokio w Japonii
- 1992 Wystawa na Festiwalu Sztuki Polskiej w Chicago
- 1992 Wystawa na I Triennale Grafiki Krajów Nadbałtyckich w Gdańsku
- 1995 Wystawa Malarstwa i Grafiki w Przemyślu
- 1996 Wystawa zbiorowa „Kamień, Metal, Drewno, Komputer - Cztery żywioły Grafiki Współczesnej” w Krakowie
- 1997 Wystawa „Pięć Wieków Grafiki Polskiej” w Muzeum Narodowym w Warszawie
- 1998 Wystawa w Muzeum d'Arte Moderna w Rio de Janerio
- 1999 Wystawa Grafiki w Galerii Triada w Gdańsku
- 1999 Wystawa w Haus Herbede, Witten-Herbede w Niemczech
- 2000 Wystawa Malarstwa w Pałacu Górków w Poznaniu
- 2001 Wystawa Grafiki w Galerii Od Nowa w Toruniu
- 2003 Wystawa grafiki „20 lat pracy twórczej” w Galerii Tczewskiego Domu Kultury
- 2004  Wystawa grafiki w Galerii Sztuki Współczesnej Wozownia w Toruniu
- 2004 Wystawa grafiki w Galerii Sztuki Współczesnej w Kielcach
- 2006 Wystawa grafiki w Akademii Sztuk Pięknych w Krakowie na Wydziale Grafiki
- 2017 Wystawa „Czy czas poszukiwań to czas stracony?” w Galerii Sztuki Nowoczesnej w Bydgoszczy
- 2020 Wystawa „Janusz Akermann” w Galerii Sztuki Współczesnej we Włocławku

Źródło:.

## Nagrody i wyróżnienia
- 1985 Ogólnopolski Konkurs Grafiki „ŹRÓDŁO” BWA Warszawa (wyróżnienie honorowe)
- 1986 Gdańska GRAFIKA ROKU 86 (wyróżnienie)
- 1987 Ogólnopolski Konkurs Grafiki „EROTYK” (wyróżnienie)
- 1987 Ogólnopolski Konkurs Grafiki im. J. Gielniaka Jelenia Góra (wyróżnienie honorowe)
- 1987 IV Quadriennale Drzeworytu i Linorytu Polskiego Olsztyn (nagroda MKiS)
- 1987 Ogólnopolski Konkurs Otwarty na Grafikę – Łódź (nagroda Biura Wystaw Artystycznych)
- 1987 Ogólnopolska Wystawa Młodej Grafiki – Poznań (nagroda MKiS)
- 1987 Ogólnopolski Konkurs Grafiki im. A. Raka – Katowice (I nagroda)
- 1988 Ogólnopolska Wystawa Młodej Plastyki w Arsenale – Warszawa (nagroda „V I K T O R A”)
- 1989 Ogólnopolski Konkurs Grafiki „Erotyk” – Słubice (nagroda Wydziału Kultury)
- 1989 Ogólnopolski Konkurs Grafiki „Prowincja” – Włocławek (wyróżnienie)
- 1989 XI Ogólnopolski Konkurs Otwarty na Grafikę – Łódź (III nagroda)
- 1992 Gdańska Grafika Roku (II nagroda)
- 1992 Ogólnopolski Konkurs Grafiki „Wobec Wartości” – Katowice (wyróżnienie)
- 1992 I Międzynarodowe Triennale Grafiki Krajów Nadbałtyckich – Gdańsk (III nagroda)
- 1995 Międzynarodowe Triennale Drzeworytu – Bańska Bystrzyca – Słowacja (nagroda)
- 1996 Ogólnopolski Konkurs Grafiki – Łódź (III nagroda)
- 1998 Gdańska Grafika Roku – Gdańsk (nagroda)
- 1998 Ogólnopolski Konkurs Grafiki – Łódź (nagroda)
- 1998 XVII Festiwal Polskiego Malarstwa Współczesnego – Szczecin (nominacja do nagrody)
- 1999 Wystawa w Haus Herbede, Witten-Herbede, Niemcy
- 2001 Gdańska Grafika Roku (III nagroda)
- 2006 6 Ogólnopolskie Triennale Grafiki Polskiej – Katowice (nominacja do GRAND PRIX – nagroda regulaminowa)
- 2006 Międzynarodowe Triennale Grafiki – Kraków (wyróżnienie)
- 2018 Nagroda Prezydenta Miasta Gdańska w Dziedzinie Kultury z okazji jubileuszu 35-lecia pracy twórczej[5]